# UnionBank Plaza
UnionBank Plaza es un rascacielos de oficinas situado en Pasig City, Filipinas. Tiene una altura de 206 metros (676 ft) hasta la azotea, y es actualmente el edificio más alto de Pasig City, y el décimo más alto de Metro Manila y Filipinas. El edificio tiene 49 plantas por encima del suelo y 6 sótanos.
Fiel a su nombre, el edificio sirve como la sede del Union Bank of the Philippines, el séptimo banco más grande de Filipinas en términos de activos. Otros ocupantes de UnionBank Plaza incluyen importantes compañías de externalización de procesos de negocios, como Sykes Enterprises, Branders.com y PCCW, entre otros. Sin embargo, el principal ocupante del edificio, UnionBank, también tiene algunas oficinas ejecutivas en el SSS Building de Makati City.

## Diseño y construcción
Originalmente, el edificio era propiedad de Megaworld Corporation. Fue promovido también por Megaworld, y era conocido como World Finance Plaza, pero durante la construcción el proyecto fue asumido por Union Properties, Inc., el brazo inmobiliario de Union Bank of the Philippines, y fue renombrado "UnionBank Plaza".
UnionBank Plaza fue diseñada por la renombrada firma arquitectónica filipina Recio & Casas, con la empresa estadounidense RTKL Associates como consultor de diseño. El diseño structural del edificio estuvo a cargo de los ingenieros británicos Ove Arup & Partners en cooperación con los ingenieros locales G.E. Orígenes & Associates. La administración del proyecto estuvo a cargo de Union Properties, Inc. dirigida por la arquitecta Cynthia V. Razon. La gestión de la construcción fue realizada por Jose Aliling & Associates, una famosa empresa de administración de proyectos de Filipinas.
El edificio tiene un podio de hormigón de 8 plantas en la base, mientras que el cuerpo principal está revestido completamente con un muro cortina. Tiene un diseño distintivo, con muchas esquinas, haciéndolo fácilmente reconocible entre los edificios de Ortigas Center.

## Localización
El edificio se sitúa en Meralco Avenue, entre dos calles más pequeñas llamadas Onyx y Sapphire en Pasig City, Filipinas, y está dentro del distrito financiero Ortigas Center. Está a unas manzanas de otros importantes edificios residenciales y de oficinas, así como grandes centro comerciales como Robinsons Galleria y el lujoso The Podium. Está también a unos cuantos metros de Metrowalk, una famosa zona de bares y restaurantes.

## Servicios
El edificio tiene un aparcamiento, compuesto por 6 plantas subterráneas y 7 plantas por encima del nivel del suelo para sus ocupantes e invitados, y un helipad en la azotea. El edificio incluye un skylounge ejecutivo en la planta 47. Otros servicios del edificio incluyen salas para eventos, un club de salud, restaurantes y una amplia zona de comidas.